# Black Diamond: The Anthology
Black Diamond: The Anthology è una raccolta della band finlandese power metal Stratovarius. Il disco, pubblicato nel 2006 come doppio cd, presenta i brani più famosi del gruppo da Fright Night a Stratovarius 2005.

## Tracce

### Disco 1
1. Future Shock – 4:33
2. Break the Ice – 4:39
3. The Hands of Time – 5:34
4. Twilight Time – 5:49
5. Out of the Shadows – 4:07
6. Hold Onto Your Dream – 3:38
7. Dreamspace – 6:00
8. Atlantis/Abyss – 6:15
9. Shattered – 3:30
10. Against the Wind – 3:48
11. Distant Skies – 4:10
12. Stratovarius (Instrumental) – 6:22
13. Twilight Symphony – 7:00
14. Speed of Light – 3:03
15. Father Time – 5:01

### Disco 2
1. Will The Sun Rise? – 5:07
2. Stratosphere (Instrumental) – 4:52
3. Forever – 3:06
4. The Kiss of Judas – 5:41
5. Black Diamond – 5:48
6. Forever Free – 6:00
7. Paradise – 4:27
8. S.O.S. – 4:16
9. No Turning Back – 4:22
10. 4000 Rainy Nights – 6:01
11. Playing With Fire – 4:16
12. Hunting High and Low – 4:08
13. Will My Soul Ever Rest In Peace? – 4:54
14. Eagleheart – 3:50
15. I Walk to My Own Song – 5:03
16. Maniac Dance – 4:34

## Formazione
- Timo Tolkki – chitarra
- Timo Kotipelto – voce
- Jens Johansson – tastiera
- Jörg Michael – batteria
- Jari Kainulainen – basso